# La Bienhechora
La Bienhechora va ser una societat cooperativa catalana, fundada el 1874 a Badalona. Va ser l'entitat cooperativista més important de Badalona en el darrer terç de segle XIX. Va oferir diversos serveis als seus associats com l'ensenyament per als seus fills, socors mutus en casos de malaltia o fins i tot un fons de redempció de les quintes.

## Història
Es va constituir el 21 de setembre de 1874. Es van redactar els estatuts, si bé l'entitat feia un temps que funcionava. Va tenir la seva seu en un edifici a la cantonada dels carrers Reial –actualment de Francesc Layret– i del Pare Claret. Un dels seus fundadors, i administrador durant 25 anys, va ser Jeroni Palés, un líder obrer moderat que va ser força popular a la llavors vila de Badalona, que participava de manera activa en diversos actes cívics de la localitat.
La Bienhechora va ser la cooperativa més important de Badalona del darrer terç de segle XIX, en un moment en què el cooperativisme local va ser un moviment fort i influent en la vida social badalonina. Va conviure amb altres entitats similars com La Verdadera Fraternidad i La Obrera Badalonesa. Per exemple, a partir de 1880 va involucrar-se i intervenir diverses vegades en l'afer del plet en favor de la ratificació del testament de Vicenç de Roca i Pi –impugnat per la família– per constituir una societat benèfica en favor de les persones pobres amb els béns del difunt, amb la participació de diversos socis i del seu administrador, fins que es va ratificar judicialment la voluntat de Roca i Pi el 1886; per aquest motiu La Bienhechora va engalanar la seva façana.
La Bienhechora va ser seu del Congrés Regional de Societats Cooperatives, primera assemblea de les cooperatives catalanes, el 1898, que va ser presidit pel republicà centralista Joan Salas i Anton.
El 1900 la societat va fer fallida, i els socis van acusar el seu administrador, Jeroni Palés, de diverses irregularitats, en definitiva una estafa que va deixar l'entitat tocada de mort, malgrat els esforços de revifar-la del nou administrador, Pere Mestres, líder sindical de les Tres Classes de Vapor. Els béns de la cooperativa van ser definitivament liquidats el 1913.

## Socis
Les dades que es tenen dels socis són de la darrera dècada de segle XIX, el 1890 es recull, en una obra sobre les cooperatives, que tenia 600 socis, però dos anys després, el 1892, quan es va reformar el reglament intern, consta que tenia 450, que el 1900 van quedar en 300. També va tenir diversos socis protectors, com el polític Antoni Ferratges, els alcaldes liberals badalonins Francesc d'Assís Guixeras i Pere Renom, o el republicà federalista Pere Viñas, que també va ser soci protector de diverses societats corals badalonines, i que l'any següent va presidir el Congrés Cooperatiu Catalano-Balear a Barcelona.

## Serveis
Al llarg de la seva existència, la cooperativa va oferir diversos serveis als seus associats:
- Classes d'instrucció primària per als fills dels socis, que va ser inaugurat el 15 de març de 1879.[1]
- Socors mutus per als obrers en casos de malaltia.
- Fons de redempció de quintes, per evitar que els mossos haguessin d'anar a servir a l'exèrcit.
- Cafè a la seu de la cooperativa amb preus ajustats, que servia també com a sala de reunions.
- Sala de teatre per a actuacions musicals i realització de conferències.